# She's a River
She's a River è un singolo del gruppo musicale britannico Simple Minds, il primo estratto dall'album Good News from the Next World nel 1995.

## Classifiche
| Classifica (1995)             | Posizione massima |
| ----------------------------- | ----------------- |
| Australia                     | 29                |
| Belgio (Fiandre)              | 7                 |
| Belgio (Vallonia)             | 39                |
| Canada                        | 3                 |
| Germania                      | 39                |
| Irlanda                       | 17                |
| Italia                        | 2                 |
| Nuova Zelanda                 | 21                |
| Paesi Bassi                   | 18                |
| Regno Unito                   | 9                 |
| Stati Uniti                   | 52                |
| Stati Uniti (alternative)     | 10                |
| Stati Uniti (mainstream rock) | 6                 |
| Stati Uniti (pop)             | 33                |
| Svezia                        | 26                |
| Svizzera                      | 28                |